# Eva Rupnik
Eva Rupnik (ur. 18 października 1992 w Kranju) – słoweńska koszykarka, występująca na pozycji rzucającej, reprezentantka kraju, od 2023 zawodniczka Snaefellu.

## Osiągnięcia
Stan na 11 maja 2024, na podstawie, o il nie zaznaczono inaczej.

### Drużynowe
- Wicemistrzyni Słowenii (2014)
- Zdobywczyni Pucharu Słowenii (2014)

### Indywidualne
(* – nagrody przyznane przez portal eurobasket.com)
- Zaliczona do*:
  - II składu ligi słoweńskiej (2013)
  - honorable mention ligi niemieckiej (2012)
- Uczestniczka meczu gwiazd ligi słoweńskiej (2012, 2014)

### Reprezentacja

#### Seniorska
- Uczestniczka:
  - mistrzostw Europy (2019 – 10. miejsce, 2023 – 15. miejsce)
  - kwalifikacji do Eurobasketu (2013, 2015, 2017, 2019, 2021, 2023)

#### Młodzieżowe
- Wicemistrzyni Europy U–18 dywizji B (2009)
- Brązowy medalista mistrzostw Europy U–16 dywizji B (2007)
- Uczestniczka mistrzostw:
  - świata U–19 (2011 –14. miejsce)
  - Europy:
    - U–18 (2010 – 4. miejsce)
    - U–16 dywizji B (2007, 2008 – 4. miejsce)